# Diocèse de Puerto Escondido
Le diocèse de Puerto Escondido (en latin : Dioecesis Portus Abditi ; en espagnol : Diócesis de Puerto Escondido) est un diocèse de l'Église catholique du Mexique, suffragant de l'archidiocèse d'Antequera.

## Territoire

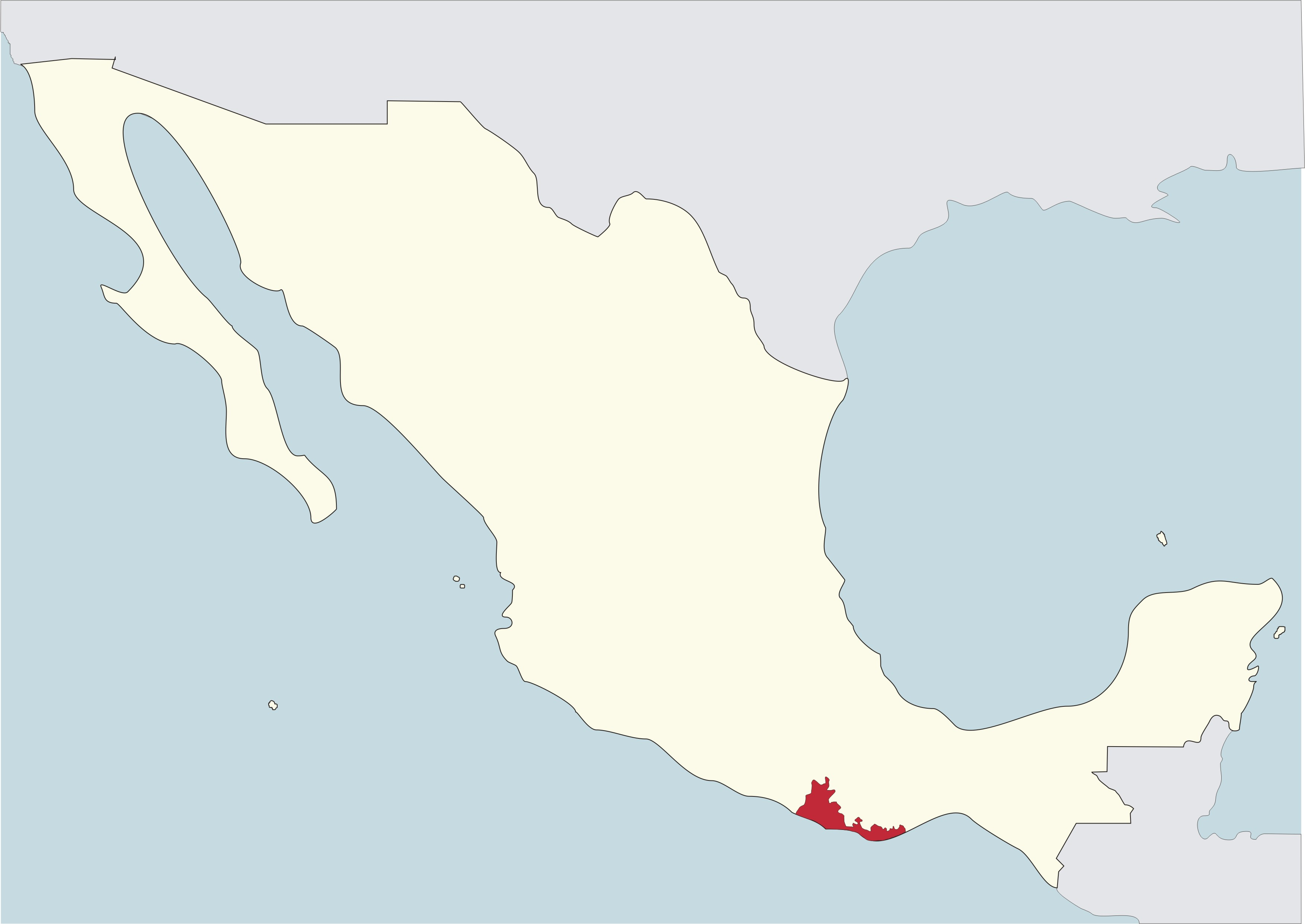
Diocèse de Puerto Escondido en rouge sur la carte du Mexique

Il comprend une partie de l'État de Oaxaca ce qui correspond à un territoire d'une superficie de 13 221 km2 divisé en 33 paroisses.
Le siège épiscopal est dans la ville de Puerto Escondido où se trouve la cathédrale de Notre-Dame-de-la-Solitude.

## Historique
Le diocèse est érigé le 8 novembre 2003 par la constitution apostolique A Deo datum du pape Jean Paul II en prenant une partie du territoire de l'archidiocèse d'Antequera dont Puerto Escondido devient suffragant.

## Évêques
- Eduardo Carmona Ortega, C.O.R.C (8 novembre 2003 - 27 juin 2012), nommé évêque de Parral
- Pedro Vázquez Villalobos (31 octobre 2012 - 10 février 2018), nommé archevêque d'Antequera
- Florencio Armando Colín Cruz, depuis le 16 février 2019